# حكومة جمال عبد الناصر الخامسة
حكومة جمال عبد الناصر الخامسة، هي الحكومة الثانية في عهد الجمهورية العربية المتحدة وتعتبر التاسعة والخمسين في تاريخ سوريا الحديث، تشكلت في 8 أكتوبر 1958، وكانت حكومة مركزية مقرها القاهرة وذات فرعين مع صلاحيات واسعة في الإقليم الشمالي والإقليم الجنوبي، انتهت هذه الحكومة نتيجة استقالة الوزراء البعثيين بعد الخلاف مع المشير عبد الحكيم عامر الذي عينه عبد الناصر نائبًا له مخولاً بصلاحيات واسعة بعد الاستقالة تشكلت حكومة مركزية واستغني عن صلاحيات المجلسين التنفيذين الواسعة.

## تعيينات وندب واستقالات
- القرار رقم 1303 الصادر في 8 تشرين الأول 1958 اعتبار رئيسا المجلسين التنفيذيين في الإقليم المصري والسوري وزيري دولة في الحكومة المركزية[1][2][3]
- المركزية بالقرار رقم 1299[4][5][6]
- المجلس التفيذي للإقليم المصري بالقرار رقم 1301[7][8]
- المجلس التنفيذي للإقليم السوري بالقرار ررقم 1302[9][10]
- في 25 تشرين الأول 1958 صدر القرار 1367 القاضي بندب السيد حسن عباس زكي وزير الاقتصاد بالمجلس التنفيذي المصري لتولي أعمال وزارة التموين بالإقليم المذكور[11]
- في 8 تشرين الثاني 1958 صدر القرار رقم 1432 القاضي بندب السيد طعمة العودة الله وزير الشؤون البلدية والقروية بالإقليم السوري لتولي أعمال وزارة التموين بالإقليم المذكور[12][13]
- في 10 شباط 1959 صدر القرار رقم 285 الناصّ في مادته الأولى على قبول استقالة الشيخ أحمد حسن الباقوري وزير الأوقاف؛ وفي مادته الثانية على ندب السيد كمال الدين محمود رفعت وزير الدولة لتولي أعمال وزارة الأوقاف[14]
- في 2 نيسان 1959 صدر القرار رقم 573 القاضي بقبول استقالة السيد فتحي رزق أحمد وزير الصناعة من جميع المناصب التي يتولاها[15]
- في 5 نيسان 1959 صدر القرار رقم 575 القاضب بتعيين السيد عبد الحميد السراج وزير الداخلية بالإقليم السوري وزيرا للأوقاف بالإقليم المذكور[16]
- في 6 أيار 1959 صدر القرار رقم 733 القاضي بندب الدكتور عبد المنعم القيسوني وزير الاقتصاد المركزي لتولي أعمال وزارة الخزانة المركزية صفحة[16]
- في 9 أيار 1959 صدر القرار رقم 723 القاضي بتعيين الفريق محمد إبراهيم رئيس هيئة أركان حرب الجيش وزيردولة للشؤون الحربية[17]
- في 24 تشرين الأول 1959 صدر القرار رقم 1977 القاضي بتعيين السيد أحمد عبد الله طعيمة وزيرا للأوقاف بالإقليم الجنوبي[18]
- في 30 كانون الأول 1959 صدر القرار رقم 2351 القاضي بقبول استقالة:[19]
  - السيد أكرم الحوراني نائب رئيس الجمهورية ووزير العدل المركزي
  - السيد صلاح الدين البيطار وزير الثقافة والإرشاد القومي المركزي
  - السيد مصطفى حمدون وزير الإصلاح الزراعي بالإقليم السوري
  - السيد عبد الغني قنوت وزير الشؤون الاجتماعية والعمل
- في 30 كانون الأول 1959 صدر القرار رقم 2352 القاضي بندب كل من:[20]
  - السيد عبد الحميد السراج وزير الداخلية بالإقليم السوري لتولي أعمال وزارة الشؤون الاجتماعية والعمل بالإقليم المذكور
  - السيد طعمة العودة الله وزير الشؤون البلدية والقروية بالإقليم السوري لتولي أعمال وزارة الإصلاح الزراعي بالإقليم المشار إليه
- في 3 كانون الأول 1960 صدر القرار رقم 1 القاضي بقبول استقالة السيد خليل الكلاس وزير الاقتصاد بالإقليم السوري[21]
- في 17 آذار 1960 صدر القرار رقم 405 القاضي بتعيين السادة الآتية أسمائهم في الإقليم السوري:[22]
  - السيد أحمد جنيدي وزيرا للإصلاح الزراعي
  - السيد حسني الصواف وزيرا للاقتصاد
  - أكرم ديري وزيرا للشؤون الاجتماعية والعمل
  - السيد جادو عز الدين وزير دولة لشؤون رئاسة الجمهورية
  - السيد جمال الصوفي وزيرا للتموين
  - السيد ثابت العريس وزيرا للثقافة والإرشاد القومي
  - السيد يوسف مزاحم وزيرا للإوقاف
- في 2 أيار 1960 صدر القرار رقم 687 القاضي بقبول استقالة السيد أمين النفوري وزير المواصلات [23]
- في 2 أيار 1960 صدر القرار رقم 688 القاضي بقبول استقالة السيد أحمد عبد الكريم وزير الشؤون البلدية والقروية صفحة[23]
- في 18 تموز 1960 صدر القرار رقم 1238 القاضي بتعيين المهندس نور الدين كحالة نائبا لرئيس الجمهورية[24]
- في 10 أيلول 1960 صدر القرار رقم 1514 القاضي بتعيين السيد كمال الدين حسين وزيرا لشؤون الإدارة المحلية[25]
- في 20 أيلول 1960 صدر القرار رقم 1521 القاضي بتعيين:[26]
  - المهندس نور الدين كحالة وزيرا للتخطيط المركزي
  - السيد كمال الدين حسين رئيسا للمجلس التنفيذي
  - نور الدين طراف وزيرا للصحة المركزية
  - عبد الحميد السراج رئيسا للمجلس التنفيذي ووزير دولة في الإقليم الشمالي
  - السيد فاخر كيالي وزيرا للعدل المركزي
  - السيد طعمة العودة الله وزيرا مركزيا للشؤون البلدية والقروية
  - السيد محمد العالم وزيرا مركزيا للمواصلات
  - السيد جادو عز الدين وزيرا للأشغال بالإقليم الشمالي
  - ثابت العريس وزيرا مركزيا للثقافة والإرشاد القومي
- في 12 شباط 1961 صدر القرار رقم 37 القاضي بندب السيد أكرم ديري وزير الشؤون الاجتماعية والعمل بالإقليم الشمالي لتولي أعمال وزارة الاقتصاد بالإقليم المذكور[27]

## نواب رئيس الجمهورية
| المنصب              | المسؤول                                       | الانتماء        |
| ------------------- | --------------------------------------------- | --------------- |
| جمال عبد الناصر     | رئيس الجمهورية العربية المتحدة، رئيس الحكومة  | مصري            |
| أكرم الحوراني       | نائب الرئيس للشؤون الاجتماعية والسياسة العامة | سوري            |
| عبد اللطيف البغدادي | نائب الرئيس للشؤون الاقتصادية                 | مصري            |
| عبد الحكيم عامر     | نائب الرئيس لشؤون الدفاع والقوات المسلحة      | مصري            |
| نور الدين كحالة     |                                               | من 18 تموز 1960 |

## الحكومة المركزية
| المنصب                              | الصورة | الاسم                 | الحزب                    | في المنصب                                 |
| ----------------------------------- | ------ | --------------------- | ------------------------ | ----------------------------------------- |
| رئيس مجلس الوزراء                   |        | جمال عبد الناصر       | الاتحاد الاشتراكي العربي | 6 آذار 1958 – 18 تشرين الأول 1961         |
| وزير الحربية                        |        | عبد الحكيم عامر       |                          | 6 آذار 1958 – 18 تشرين الأول 1961         |
| وزير التخطيط                        |        | عبد اللطيف البغدادي   |                          | 7 تشرين الأول 1958 – 20 أيلول 1960        |
| وزير التخطيط                        |        | نور الدين كحالة       |                          | 20 أيلول 1960 - 16 آب 1961                |
| وزير العدل                          |        | أكرم الحوراني         |                          | 7 تشرين الأول 1958 - 30 كانون الأول 1959  |
| وزير العدل                          |        | فاخر الكيالي          |                          | 20 أيلول 1960 - 16 آب 1961                |
| وزير الداخلية                       |        | زكريا محيي الدين      |                          | 6 آذار 1958 – 16 آب 1961                  |
| وزير الشؤون الاجتماعية والعمل       |        | حسين محمود الشافعي    |                          | 7 تشرين الأول 1958 – 16 آب 1961           |
| وزير التربية والتعليم               |        | كمال الدين حسين       |                          | 6 آذار 1958 - 16 آب 1961                  |
| وزير الخزانة                        |        | حسن جبارة             |                          | 7 تشرين الأول 1958 ـ 6 أيار 1959          |
| وزير الخزانة                        |        | عبد المنعم القيسوني   |                          | 6 أيار 1959 ـ 16 آب 1961                  |
| وزير الأوقاف                        |        | أحمد حسن الباقوري     |                          | 6 آذار 1958 - 10 شباط 1959                |
| وزير الأوقاف                        |        | كمال الدين محمود رفعت |                          | 10 شباط 1959 - 24 تشرين الأول 1959        |
| وزير الأوقاف                        |        | أحمد عبد الله طعيمة   |                          | 24 تشرين الأول 1959 ـ 18 تشرين الأول 1961 |
| وزير الخارجية                       |        | محمود فوزي            |                          | 6 آذار 1958 – 18 تشرين الأول 1961         |
| وزير الثقافة والإرشاد القومي        |        | صلاح الدين البيطار    |                          | 7 تشرين الأول 1958 ـ 30 كانون الأول 1959  |
| وزير الثقافة والإرشاد القومي        |        | ثابت العريس           |                          | 20 أيلول 1960 ـ 16 آب 1961                |
| وزير الأشغال العمومية               |        | أحمد عبده الشرباصي    |                          | 7 تشرين الأول 1958 ـ 18 تشرين الأول 1961  |
| وزير الاقتصاد                       |        | عبد المنعم القيسوني   |                          | 7 تشرين الأول 1958 ـ 16 آب 1961           |
| وزير التموين                        |        | كمال رمزي إستينو      |                          | 6 آذار 1958 - 18 تشرين الأول 1961         |
| وزير الصناعة                        |        | عزيز صدقي             |                          | 7 تشرين الأول 1958 - 18 تشرين الأول 1961  |
| وزير الزراعة والإصلاح الزراعي       |        | سيد مرعي              |                          | 7 تشرين الاول 1958 - 18 تشرين الأول 1961  |
| وزير شؤون رئاسة الجمهورية           |        | علي صبري              |                          | 6 آذار 1958 - 18 تشرين الأول 1961         |
| وزير الشؤون البلدية والقروية        |        | أحمد عبد الكريم       |                          | 7 تشرين الأول 1958 - 2 أيار 1960          |
| وزير الشؤون البلدية والقروية        |        | طعمة العودة الله      |                          | 20 أيلول 1960 - 16 آب 1961                |
| وزير المواصلات                      |        | أمين النفوري          |                          | 7 تشرين الأول 1958 - 2 أيار 1960          |
| وزير المواصلات                      |        | محمد العالم           |                          | 20 أيلول 1960 - 16 آب 1961                |
| وزير الصحة العمومية                 |        | بشير العظمة           |                          | 7 تشرين الأول 1958 ـ 20 أيلول 1960        |
| وزير الصحة العمومية                 |        | نور الدين طراف        |                          | 20 أيلول 1960 ـ 18 تشرين الأول 1961       |
| وزير دولة                           |        | نور الدين كحالة       |                          | 7 تشرين الأول 1958 - 20 أيلول 1960        |
| وزير دولة                           |        | عبد الحميد السراج     |                          | 20 أيلول 1960 ـ 16 آب 1961                |
| وزير دولة                           |        | نور الدين طراف        |                          | 7 تشرين الأول 1958 - 20 أيلول 1960        |
| وزير دولة                           |        | كمال الدين حسين       |                          | 20 أيلول 1960 ـ 16 آب 1961                |
| وزير دولة                           |        | فاخر الكيالي          |                          | 7 تشرين الأول 1958 ـ 20 أيلول 1961        |
| وزير دولة                           |        | كمال الدين رفعت       |                          | 7 تشرين الأول 1958 ـ 18 تشرين الأول 1961  |
| وزير دولة للشؤون الحربية            |        | محمد إبراهيم سليم     |                          | 9 أيار 1959 ـ 16 آب 1961                  |
| وزير دولة للإذاعة وهيئة الاستعلامات |        | عبد القادر حاتم       |                          | 9 كانون الثاني 1959 - 16 آب 1961          |

## المجلس التنفيذي للإقليم السوري
| المنصب                                  | الصورة | الاسم             | الحزب                                                      | في المنصب                                |
| --------------------------------------- | ------ | ----------------- | ---------------------------------------------------------- | ---------------------------------------- |
| رئيس المجلس التنفيذي في الإقليم الشمالي |        | نور الدين كحالة   |                                                            | 7 تشرين الأول 1958 - 20 أيلول 1960       |
| رئيس المجلس التنفيذي في الإقليم الشمالي |        | عبد الحميد السراج |                                                            | 20 أيلول 1960 - 16 آب 1961               |
| وزير التخطيط                            |        | نور الدين كحالة   |                                                            | 7 تشرين الأول 1958 - 16 آب 1961          |
| وزير الأشغال العامة                     |        | نور الدين كحالة   |                                                            | 7 تشرين الأول 1958 ـ 20 أيلول 1960       |
| وزير الأشغال العامة                     |        | جادو عز الدين     |                                                            | 20 أيلول 1960 ـ 16 آب 1961               |
| وزير الداخلية                           |        | عبد الحميد السراج |                                                            | 6 آذار 1958 – 16 آب 1961                 |
| وزير الخزانة                            |        | عبد الوهاب حومد   |                                                            | 7 تشرين الأول 1958 - 16 آب 1961          |
| وزير الاقتصاد                           |        | خليل الكلاس       |                                                            | 7 تشرين الأول 1958 ـ 3 كانون الثاني 1960 |
| وزير الاقتصاد                           |        | حسني الصواف       |                                                            | 17 آذار 1960 ـ 12 شباط 1961              |
| وزير الاقتصاد                           |        | أكرم ديري         |                                                            | 12 شباط 1961 ـ 16 آب 1961                |
| وزير الإصلاح الزراعي                    |        | مصطفى حمدون       |                                                            | 7 تشرين الأول 1958 - 30 كانون الأول 1959 |
| وزير الإصلاح الزراعي                    |        | طعمة العودة الله  |                                                            | 30 كانون الأول 1959 ـ 17 آذار 1960       |
| وزير الإصلاح الزراعي                    |        | أحمد جنيدي        |                                                            | 17 آذار 1960 - 16 آب 1961                |
| وزير الزراعة                            |        | أحمد الحاج يونس   |                                                            | 6 آذار 1958 - 16 آب 1961                 |
| وزير الصحة                              |        | شوكت القنواتي     |                                                            | 6 آذار 1958 - 16 آب 1961                 |
| وزير العدل                              |        | نهاد القاسم       |                                                            | 7 تشرين الأول 1958 - 16 آب 1961          |
| وزير الشؤون البلدية والقروية            |        | طعمة العودة الله  |                                                            | 7 تشرين الأول 1958 - 16 آب 1961          |
| وزير الشؤون الاجتماعية والعمل           |        | عبد الغني قنوت    |                                                            | 7 تشرين الأول 1958 - 30 كانون الأول 1959 |
| وزير الشؤون الاجتماعية والعمل           |        | عبد الحميد السراج |                                                            | 30 كانون الأول 1959 ـ 17 آذار 1960       |
| وزير الشؤون الاجتماعية والعمل           |        | أكرم ديري         |                                                            | 17 آذار 1960 - 16 آب 1961                |
| وزير الصناعة                            |        | وجيه السمان       |                                                            | 7 تشرين الأول 1958 - 16 آب 1961          |
| وزير التربية والتعليم                   |        | أمجد الطرابلسي    |                                                            | 7 تشرين الأول 1958 - 16 آب 1961          |
| وزير الثقافة والإرشاد القومي            |        | رياض المالكي      |                                                            | 7 تشرين الأول 1958 ـ 17 آذار 1960        |
| وزير الثقافة والإرشاد القومي            |        | ثابت العريس       |                                                            | 17 آذار 1960 ـ 16 آب 1961                |
| وزير التموين                            |        | طعمة العودة الله  |                                                            | 8 تشرين الثاني 1958 ـ 17 آذار 1960       |
| وزير التموين                            |        | جمال الصوفي       |                                                            | 17 آذار 1960 - 16 آب 1961                |
| وزير المواصلات                          |        | محمد العالم       | لإضافة مرجع البداية الصفحة 145 من كتاب تاريخ سورية المعاصر | 7 تشرين الأول 1958 - 16 آب 1961          |
| وزير الأوقاف                            |        | عبد الحمد السراج  |                                                            | 5 نيسان 1959 - 17 آذار 1960              |
| وزير الأوقاف                            |        | يوسف مزاحم        |                                                            | 17 آذار 1960 ـ 16 آب 1961                |
| وزير دولة لشؤون الرئاسة                 |        | جادو عز الدين     |                                                            | 17 آذار 1960 - 16 آب 1961                |

## المجلس التنفيذي للإقليم المصري
| المنصب                                  | الصورة | الاسم                 | الحزب | في المنصب                          |
| --------------------------------------- | ------ | --------------------- | ----- | ---------------------------------- |
| رئيس المجلس التنفيذي في الإقليم الجنوبي |        | نور الدين طراف        |       | 7 تشرين الأول 1958 - 20 أيلول 1960 |
| رئيس المجلس التنفيذي في الإقليم الجنوبي |        | كمال الدين حسين       |       | 20 أيلول 1960 - 16 آب 1961         |
| وزير العدل                              |        | أحمد حسني             |       | 6 آذار 1958 - 16 آب 1961           |
| وزير الشؤون البلدية والقروية            |        | محمد أبو نصير         |       | 6 آذار 1958 - 16 آب 1961           |
| وزير المواصلات                          |        | مصطفى خليل كامل مصطفى |       | 6 آذار 1958 - 16 آب 1961           |
| وزير الاقتصاد                           |        | حسن عباس زكي          |       | 7 تشرين الأول 1958 - 16 آب 1961    |
| وزير الصناعة                            |        | فتحي رزق أحمد         |       | 7 تشرين الأول 1958 - 2 نيسان 1959  |
| وزير الصناعة                            |        | عزيز صدقي             |       | 2 نيسان 1959 - 16 آب 1961          |
| وزير الثقافة والإرشاد القومي            |        | ثروت عكاشة            |       | 7 تشرين الأول 1958 - 16 آب 1961    |
| وزير الداخلية                           |        | عباس رضوان            |       | 7 تشرين الأول 1958 - 16 آب 1961    |
| وزير الصحة العمومية                     |        | محمد محمود نصار       |       | 7 تشرين الأول 1958 - 16 آب 1961    |
| وزير الأشغال العمومية                   |        | موسى عرفة             |       | 7 تشرين الأول 1958 - 16 آب 1961    |
| وزير التربية والتعليم                   |        | أحمد نجيب هاشم        |       | 7 تشرين الأول 1958 - 16 آب 1961    |
| وزير الزراعة                            |        | أحمد محمد المحروقي    |       | 7 تشرين الأول 1958 - 16 آب 1961    |
| وزير الإصلاح الزراعي                    |        | حسن أحمد البغدادي     |       | 7 تشرين الأول 1958 - 16 آب 1961    |
| وزير الخزانة                            |        | حسن صلاح الدين        |       | 7 تشرين الأول 1958 - 16 آب 1961    |
| وزير الشؤون الاجتماعية والعمل           |        | محمد توفيق عبد الفتاح |       | 7 تشرين الأول 1958 - 16 آب 1961    |
| وزير التموين                            |        | حسن عباس زكي          |       | 25 تشرين الأول 1958 - 16 آب 1961   |
| وزير الأوقاف                            |        | أحمد عبد الله طعيمة   |       | 24 تشرين الأول 1959 - 16 آب 1961   |
| وزير شؤون الإدارة المحلية               |        | كمال الدين حسين       |       | 10 أيلول 1960 ـ 16 آب 1961         |

## روابط خارجية
- مجلس الوزراء السوري
- مجلس الوزراء المصري
- الحكومات السورية على موقع رئاسة مجلس الوزراء
- الحكومات السورية على موقع مجلس الشعب السوري
- وزارات الدولة على بوابة الحكومة الإلكترونية السورية
- الوزارات والهيئات الحكومية على موقع مجلس الشعب السوري
- دليل ومواقع الوزارات - بوابة الحكومة المصرية